# Espansione (geometria)

Un esempi i pentagono che viene espanso in un decagono allontanando le facce dal centro e inserendo nuovi lati nei vuoti. L'espansione è uniforme se tutti i lati inseriti sono della stessa lunghezza.

In geometria, l'espansione è un'operazione svolta su un politopo, le cui facet vengono separate e radialmente allontanate così da generare nuove facet in corrispondenza degli elementi separati (vertici, spigoli, ecc...). Quando il politopo in questione è un 3-politopo, ossia un poliedro, tale operazione è chiamata anche cantellazione.
Tale operazione, che, se applicata a un politopo regolare, porta alla formazione di un politopo uniforme, può essere applicata a ogni politopo convesso, come dimostrato per i poliedri (ossia per politopi a tre dimensioni) nella notazione poliedrica di Conway. Nel caso tridimensionale, il poliedro generato da un'espansione ha tutte le facce del poliedro originario, tutte quelle del poliedro duale di quest'ultimo, più nuove facce quadrangolari al posto degli spigoli del poliedro originario.
Tale operazione può essere applicata anche a tassellature regolari sia del piano che dello spazio.

## Espansione di politopi regolari
Stando a quanto riferito da H. M. S. Coxeter, questo termine fu coniato dalla matematica irlandese Alicia Boole Stott, la stessa che coniò anche il termine "politopo", quando essa ideò questo metodo per creare nuovi politopi, partendo in particolare da politopi regolari per generarne di uniformi.
Si tratta di un'operazione simmetrica rispetto a un politopo regolare e al suo duale, con la figura risultante contenente le facet sia del politopo regolare che del suo duale, assieme a varie facet prismatiche che riempiono i vuoti che si vengono a formare tra gli elementi dimensionali intermedi.
L'operatore generico per l'espansione di un n-politopo regolare è t0,n-1{p,q,r,...}. Nuove facet regolari sono aggiunte a ogni vertice e nuovi politopi prismatici sono aggiunti a ogni spigolo, faccia, ecc. divisi. Un poliedro (ossia un 3-politopo) espanso, o cantellato, è quindi rappresentato in notazione di Schläfli come t0,2{p,q} o rr{p,q}.
In una costruzione di Wythoff, un'espansione è generata da riflessioni dal primo all'ultimo degli specchi. Per un numero maggiore di dimensioni, espansioni dimensionali inferiori possono essere rappresentate con un numero al pedice, così e2 è pari a t0,2 in ogni dimensione.
Per dimensione:
- Un poligono regolare {p} viene espanso in un 2n-gono. 
  - L'operazione è identica al troncamento per poligoni, e{p} = e1{p} = t0,1{p} = t{p} e ha il seguente diagramma di Coxeter-Dynkin: .
- Un poliedro regolare (ossia un 3-politopo) {p,q} viene espanso in un poliedro con figura al vertice p.4.q.4.
  - Quando applicata ai poliedri questa operazione viene anche chiamata "cantellazione" ed è di fatto una doppia rettificazione, e{p,q} = e2{p,q} = t0,2{p,q} = rr{p,q}, e ha il seguente diagramma di Coxeter-Dynkin: .

Ad esempio, un rombicubottaedro può essere chiamato "cubo espanso" o "ottaedro espanso" così come "cubo cantellato" o "ottaedro cantellato".
- Un policoro (4-politopo) regolare {p,q,r} si espande in un nuovo policoro con le celle originali {p,q} cells, nuove celle {r,q} in luogo dei vecchi vertici, prismi p-gonali in luogo delle vecchie facce e prismi r-gonali in luogo dei vecchi spigoli. 
  - Quando applicata ai policori questa operazione viene anche chiamata "runcinazione", e{p,q,r} = e3{p,q,r} = t0,3{p,q,r}, e ha il seguente diagramma di Coxeter-Dynkin: .
- Allo stesso modo un 5-politopo regolare {p,q,r,s} si esapnde in un nuovo 5-politopo con facet {p,q,r}, {s,r,q}, prismi quadridimensionali {p,q}×{ }, prismi {s,r}×{ } e duoprismi {p}×{s}.
  - Quando applicata ai 5-politopi questa operazione viene anche chiamata "stericazione", e{p,q,r,s} = e4{p,q,r,s} = t0,4{p,q,r,s} = 2r2r{p,q,r,s}, e ha il seguente diagramma di Coxeter-Dynkin: .

## Esempi di espansione di poliedri e tassellature piane
| Forma                                | Poliedri  | Poliedri        | Poliedri               | Tassellature          | Tassellature                                    |
| Coxeter                              | rTT       | rCO             | rID                    | rQQ                   | rHΔ                                             |
| Notazione di Conway                  | eT        | eC = eO         | eI = eD                | eQ                    | eH = eΔ                                         |
| ------------------------------------ | --------- | --------------- | ---------------------- | --------------------- | ----------------------------------------------- |
| Poliedri o tassellature da espandere | Tetraedro | Cubo o ottaedro | Icosaedro o dodecaedro | Tassellatura quadrata | Tassellatura esagonale Tassellatura triangolare |
| Poliedri o tassellature da espandere |           |                 |                        |                       |                                                 |
| Immagine                             |           |                 |                        |                       |                                                 |
| Animazione                           |           |                 |                        |                       |                                                 |

| Coxeter               | rrt{2,3}                                    | rrs{2,6}                                      | rrCO                             | rrID                                    |
| Notazione di Conway   | eP3                                         | eA4                                           | eaO = eaC                        | eaI = eaD                               |
| --------------------- | ------------------------------------------- | --------------------------------------------- | -------------------------------- | --------------------------------------- |
| Poliedri da espandere | Prisma triangolare o bipiramide triangolare | Antiprisma quadrato o trapezoedro tetragonale | Cubottaedro o dodecaedro rombico | Icosidodecaedro o triacontaedro rombico |
| Poliedri da espandere |                                             |                                               |                                  |                                         |
| Immagine              |                                             |                                               |                                  |                                         |
| Animazione            |                                             |                                               |                                  |                                         |